# 유실물 (2006년 영화)
《유실물》(遺失物, オトシモノ, Ghost Train)은 일본에서 제작된 후루사와 켄 감독의 2006년 공포 영화이다. 사와지리 에리카 등이 주연으로 출연하였다.

## 출연

### 주연
- 사와지리 에리카
- 오구리 슌
- 와카츠키 치나츠

### 조연
- 스기모토 아야